# Chyżyny
Chyżyny – wieś sołecka w Polsce położona w województwie mazowieckim, w powiecie mińskim, w gminie Latowicz. 
Wieś królewska położona była w drugiej połowie XVI wieku w powiecie garwolińskim  ziemi czerskiej województwa mazowieckiego. 
W latach 1526-1795 wieś należała do starostwa latowickiego. W latach 1795-1809 – pod zaborem austriackim. Od 1809 r. w Księstwie Warszawskim, guberni warszawskiej, powiecie siennickim, a od 1866 r. w powiecie mińskim (od 1868 nazwa powiatu nowomiński). W latach 1870-1954 należała do gminy Wielgolas, w latach 1955-1972 – do Gromadzkiej Rady Narodowej w Wielgolesie. Od 1973 r. należy do gminy Latowicz. 
W latach 1919-1939 wieś była w granicach województwa warszawskiego, 1939-1945 w Generalnym Gubernatorstwie, 1946-1975 w województwie warszawskim, a od 1975 do 1998 r. – w granicach województwa siedleckiego. Od 1999 r. znajduje się w województwie mazowieckim.
Wierni Kościoła rzymskokatolickiego należą do parafii Świętej Trójcy w Latowiczu.

## Historia
Najstarsze ślady osadnictwa to urny z prochami – resztki cmentarzyska kultury grobów kloszowych. 
Pierwsze wzmianki o wsi pochodzą z 1516 r. pod nazwą „Chissiny”, następnie z 1540 r. - „Chyzijnij”. W 1565 r. zapisano "Chizini", w 1660 r. - "Chyziny", a w 1765 r. - "Hyziny". 
W 1565 r. było we wsi 19 gospodarstw. W 1662 r. liczyła ona 74 mieszkańców. Podczas potopu szwedzkiego została zniszczona i w 1660 r. miała tylko 15 domów. We wsi była karczma. W 1789 r. we wsi było 26 domów i mieszkało 31 rodzin, o nazwiskach: Skonieczny, Niepsuy, Śluzek, Grzęda, Anusz (Janusz), Michna, Chróst, Olko, Bobotek, Świeczka, Gajowniczek, Jesień, Zwierz, Wójcik, Chróst, Pielasa, Borówek, Kaimek. 
W XIX w. we wsi był folwark składający się z 4 drewnianych budynków. W 1827 r. było 40 domów i 250 mieszkańców, zaś po pożarze w 1880 r. odnotowano 37 domów. Kolejny pożar – 24 czerwca 1888 r. zniszczył całą wieś. W 1916 r. założono Ochotniczą Straż Pożarną. W 1919 r. wybudowano drewnianą remizę strażacką, a w 1935 r. - murowaną. 
Dnia 7 września 1939 r. Niemcy zrzucili w centrum wsi 22 bomby burzące. W latach 1940-1944 działały tajne gimnazjalne komplety zorganizowane przez Jana Stabińskiego, które prowadzili nauczyciele: Leonarda i Stanisław Lajborkowie. W latach 1942-1943 Niemcy założyli przejściowy obóz dla Żydów, których następnie wywieźli do obozu koncentracyjnego w Treblince. 
W 1955 r. powstało Koło Gospodyń Wiejskich. W 1970 r. wieś liczyła 248 mieszkańców, a w 2000 r. - 228. Przyrost naturalny w latach 1970-2000 wyniósł (-8,1%). W 1988 r. we wsi było 52 domy, w 2009 r. - 56 domów.

## Etymologia
Nazwa wioski pochodzi od staropolskiego wyrazu „chyżę” oznaczającego chatę wykonaną z ziemi i łóz (ziemiankę). Sugeruje to, że pierwsze założone tu chaty były ubogie, zbudowane z ziemi i chrustu.

## Zabytki
- Kapliczka murowana z czerwonej cegły, pw. św. Jana Chrzciciela, wzniesiona w 1950 r.